# Prager Bibel
Die Prager Bibel (oder seltener: Böhmische Bibel; tschechisch: Bible pražská) ist die älteste gedruckte tschechische Bibel und gleichzeitig die älteste gedruckte Bibel in einer slawischen Sprache, die 1488 in der Druckerei Jan Kamp in Prag gedruckt wurde. Förderer dieses anspruchsvollen Unterfangens waren der Drucker Jan Severýn Kramer, Jan Pytlík und Matěj od Bílého Lva.
Diese Bibelübersetzung ist in fast 90 vollständigen oder beinahe vollständigen Exemplaren erhalten geblieben.